# Jules Maenen

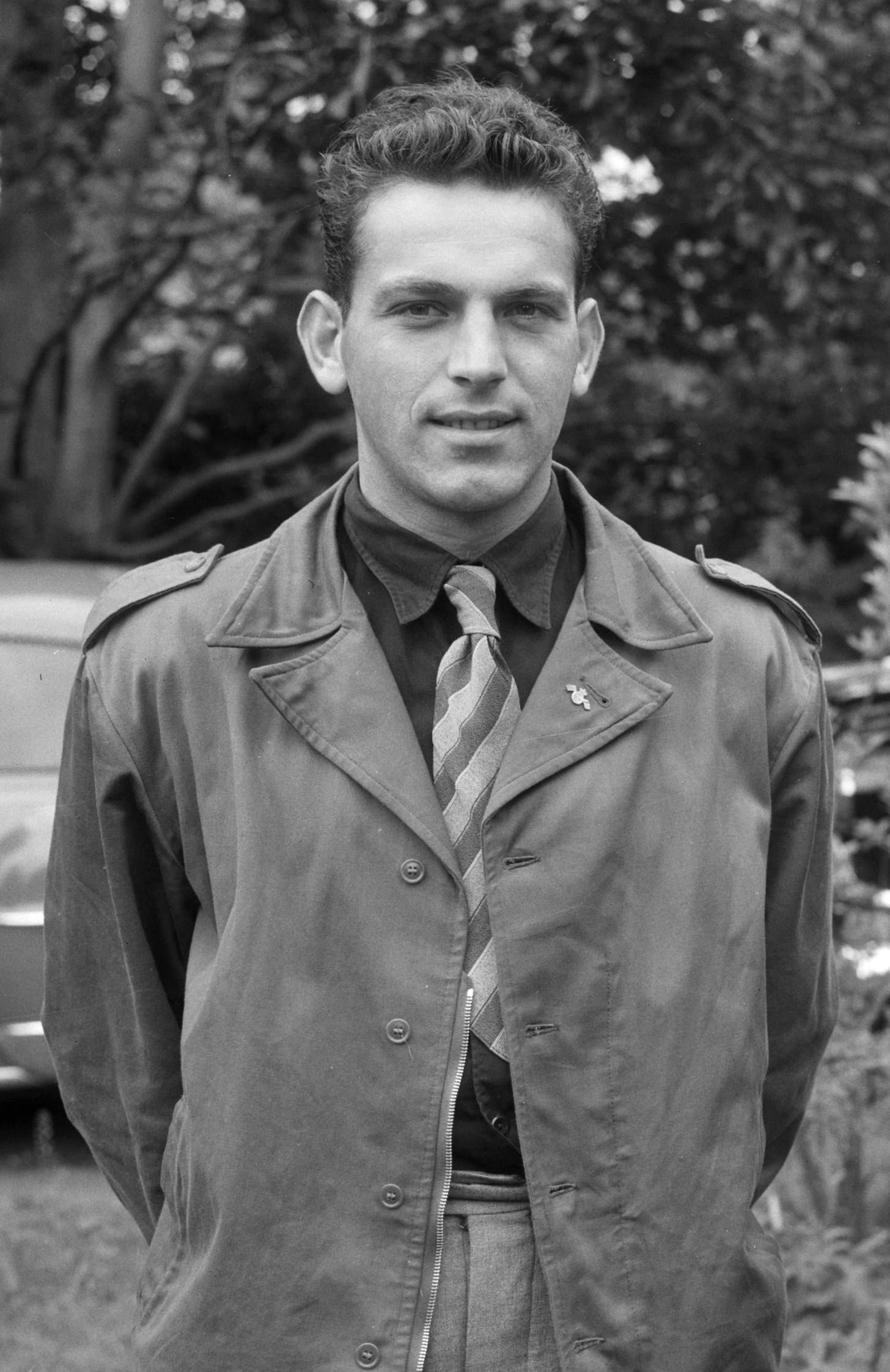
Jules Maenen (1954)

Jules Maenen (* 15. Januar 1932 in Valkenswaard; † 11. Februar 2007 ebenda) war ein niederländischer Radrennfahrer.

## Sportliche Laufbahn
Bei den Olympischen Sommerspielen 1952 in Helsinki schied er im olympischen Straßenrennen beim Sieg von André Noyelle aus. Die niederländische Mannschaft kam in der Mannschaftswertung auf den 8. Platz.  Er bestritt auch mit dem Vierer der Niederlande die Mannschaftsverfolgung, sein Team belegte den 5. Platz.
Nach den Olympischen Spielen wurde er Berufsfahrer. Er war 1954 am Start der Tour de France, schied aber aus der Rundfahrt aus. 1955 bestritt er den Giro d’Italia, beendete die Rundfahrt aber nicht. 1957 wurde er beim Sieg von Wim Van Est Vize-Meister im Straßenrennen.